# Тетерень (Васлуй)
Тетерень, Тетерені (рум. Tătărăni) — село у повіті Васлуй в Румунії. Адміністративний центр комуни Тетерень.
Село розташоване на відстані 289 км на північний схід від Бухареста, 18 км на схід від Васлуя, 58 км на південний схід від Ясс, 141 км на північ від Галаца.

## Населення
За даними перепису населення 2002 року у селі проживали 708 осіб, з них 707 осіб (99,9%) румунів. Усі жителі села рідною мовою назвали румунську.